# The Kindaichi Case Files
The Kindaichi Case Files (яп. 金田一少年の事件簿, Kindaichi Shōnen no Jikenbo, Справу веде юний детектив Кіндаїчі) — детективна манґа про пригоди старшокласника Хаджіме Кіндаїчі, ймовірного онука відомого (вигаданого) приватного детектива Косуке Кіндаїчі, який займається розкриттям злочинів. Написана Йодзабуро Канарі або Сеймару Амаґі (залежно від серії) та проілюстрована Фумією Сато, серія Kindaichi виходила в журналі Weekly Shonen Magazine видавництва Kodansha з жовтня 1992 року по жовтень 2017 року, охоплюючи загалом 76 томів. Це одна з найперших манґ у жанрі містики.
Серіал був адаптований компанією Toei Animation у повнометражний фільм у 1996 році та 148-серійний аніме-серіал, який транслювався з 1997 по 2000 рік. Серіал також був адаптований до фільму, п'яти драматичних серіалів, трьох спеціальних телевізійних фільмів та інших анімаційних відео для кіно та телебачення. Друга 47-серійна адаптація аніме-телесеріалу під назвою The Kindaichi Case Files R (Returns) транслювалася з 2014 по 2016 рік.
Інша серія манґи, 37 Year Old Kindaichi Case Files, публікувалася в журналі Evening видавництва Kodansha з січня 2018 року по лютий 2023 року, і зараз продовжується в додатку манги Comic Days. Дія відбувається через 20 років, коли Хаджіме закінчує старшу школу та стає менеджером PR-фірми, але повертається до таємниць, незважаючи на те, що залишив роботу детектива.
Станом на червень 2019 року тираж манги перевищив 100 мільйонів копій, що зробило її однією з найбільш продаваних серій манґи всіх часів.

## Огляд
Таємниці Kindaichi — це детективні історії з жахливими (зазвичай множинними) вбивствами, часто з фольклорним відтінком. Більшість із них містить вбивство в зачиненій кімнаті та повторювані елементи, такі як вбивство, яке відбувається, коли всі підозрювані, що вижили, мають (очевидно) надійне алібі.
Примітною рисою The Kindaichi Case Files є те, що вбивці не зображені як психопати, і вбивства ніколи не скоюються лише з фінансових причин. Усі ідентифіковані вбивці мають глибоко вкорінені проблеми, які часто пов'язані з сильною емоційною травмою через жадібність або легковажність інших, які стали причиною скоєння вбивства (вбивств). Тому вбивці часто зображуються як співчутливі постаті, на відміну від холодних, розважливих убивць з інших серіалів про таємниці.
Крім того, після викриття злочинець зазвичай намагається покінчити життя самогубством.

## Персонажі
Хаджіме Кіндаїчі (яп. 金田一 一, Kindaichi Hajime)
17-річний учень старшої школи. Невмотивований, лінивий і трохи розпусний, що дуже дратує його подругу дитинства Міюкі Нанасе. Однак мало хто бачить його неабиякий інтелект і дедуктивні здібності за його 180 IQ, які, можливо, успадковані від діда, приватного детектива Косуке Кіндаїчі. Він також є досвідченим фокусником через його спритність рук. Незважаючи на свою незграбність та безліч інших недоліків, він вірний друг і першокласний детектив.
Через 20 років він став менеджером піар-компанії, покинувши детективну роботу. Але злочини ніколи не припинялися. Тож він застряг у справі, яку розкрив багато років тому.
Міюкі Нанасе (яп. 七瀬 美雪, Nanase Miyuki)
Найкраща подруга дитинства і сусідка Хаджіме; багато хто задається питанням, чому така зразкова учениця, як Міюкі, дружить з таким неробою, як він. У глибині душі Міюкі відчуває, що Хаджіме не ідіот, і, здається, між ними є кохання, яке жоден з них ще не висловив до кінця. Вона володіє неабиякою логікою і сприйняттям, хоча вона, очевидно, не така обдарована, як він. Президентка учнівської ради школи Фудо.
Через 20 років вона стала стюардесою. Вона зв'язується з Хаджіме по мобільному телефону.
Ісаму Кенмочі (яп. 剣持 勇, Kenmochi Isamu)
Інспектор поліції Токіо, який зустрів Хаджіме під час його першої справи і був настільки вражений, що відтоді надає юнакові беззаперечну підтримку. Він часто є слідчим у справах Хаджіме і надає офіційне схвалення, необхідне Хаджіме для продовження його розслідувань. Він повністю вірить у здібності Хаджіме.
Через 20 років він вийшов на пенсію, але продовжував спілкуватися з Хаджіме.
Кенго Акечі (яп. 明智 健悟, Akechi Kengo)
Надзвичайно розумний, елітний поліцейський детектив (суперінтендант), який є начальником Кенмочі. Зарозумілий і снобістський персонаж, який стає суперником Кіндаїчі у розкритті злочинів. Однак Акечі (мимоволі) не тільки допомагав Кіндаїчі розкрити справу, але й витягував його з неприємностей. Його стосунки з Кіндаїчі досить різкі, але вони мають негласну взаємну повагу до здібностей один одного. Він часто порівнює злочини в Японії зі своїм досвідом у Лос-Анджелесі. Вільно володіє англійською та французькою мовами.
Через 20 років він став комісаром поліції.
Рюта Сакі (яп. 佐木 竜太, Saki Ryūta) і Рюджі Сакі (яп. 佐木 竜二, Saki Ryūji)
Одержимий зйомкою на камеру V8. Він фактично знімає скрізь і завжди. Його касета допомогла Кіндаїчі розкрити справу. У «Вбивствах Санти» його касета записала важливий доказ, і за це його вбили. У «Кіндайчі-вбивці» його молодший брат, Рюджі Сакі, дуже схожий на старшого брата, підійшов до Кіндаїчі на вечірці і розповів, що старший брат сказав йому уві сні, що Кіндаїчі буде в біді. Невдовзі Рюджі допоміг Кіндаїчі уникнути смертельної пастки. Згодом Рюджі називає себе помічником Кіндаїчі і іноді дійсно допомагає йому у вирішенні справ. В аніме-серіалі Рюта вижив після нападу в сюжетній арці «Вбивства Санти», і Рюджі більше не з'являвся.
Рейка Хаямі (яп. 速水 玲香, Hayami Reika)
Відома актриса і співачка, яка вперше з'явилася в «Смертельному телебаченні». Спочатку здавалася зарозумілою, але виявилася слабкою і відчайдушно потребувала захисту. Після цього випадку Рейка закохалася в Кіндаїчі і відправила йому свій єдиний подарунок на День Святого Валентина — шоколадку у формі серця, не розкриваючи свого імені. Відтоді вони з Міюкі ніби суперничають за Кіндаїчі. В арці «Гра в дурня» розкривається минуле Рейки, про яке навіть вона сама втратила пам'ять. У «Викраденні Рейки» з'ясувалося, що справжньою матір'ю Рейки є акторка-ветеран Кейко Мітамура, але протягом усього серіалу Рейка так і не дізналася про це, і це було таємницею, яку знали лише Кейко та Кіндаічі.
Через 20 років вона вийшла на пенсію, вийшла заміж, має сина і працює флористом.
Фумі Кіндаїчі (яп. 金田一 二三, Kindaichi Fumi)
Двоюрідна сестра Кіндаїчі. Вперше з'явилася в арці «Вбивства Святого Валентина» в манзі, а згодом стала постійним персонажем. Фумі має хороші навички міркування (хоча й не такі хороші, як Кіндаїчі), вона навіть самостійно розгадує деякі таємниці. Іноді вона жартує над Кіндаїчі, коли нікого немає поруч. Інспектор Кенмочі називає її «Чібікін» (що означає «маленька Кіндайчі»).
Через 20 років вона стала письменницею детективних романів (використовуючи випадки з молодості Хадзіме), працює в детективному агентстві і більше не носить хвостики.
Йоїчі Такато (яп. 高遠 遙一, Takatō Yōichi)
Заклятий ворог Кіндаїчі, також відомий як Ляльковод з пекла (яп. 地獄の傀儡師, Jigoku no Kugutsushi). Він надзвичайно розумний, вважає себе злим близнюком Кіндаїчі і описує їхні стосунки як паралельні лінії. Він є єдиним сином Рейко Чікамії, всесвітньо відомої фокусниці, яка, у свою чергу, надихнула Такадо стати фокусником. Те, що він дізнався про вбивство своєї матері, стало поштовхом до того, ким він є сьогодні. Він став перекрученим, холоднокровним фокусником, який вважає свої підлі, диявольські плани ідеальними шедеврами, і не терпить помилок від людей, яких використовує як своїх ляльок.
Через 20 років він подзвонив тріо на свій мобільний телефон.

## Сприйняття
До лютого 2012 року тираж манґи перевищив 90 мільйонів копій. Станом на червень 2019 року її тираж перевищив 100 мільйонів примірників.
У 1995 році манга отримала нагороду Kodansha Manga Award у категорії сьонен.
Аллен Дайверс з Anime News Network сказав, що в той час як The Kindaichi Case Files «пропонує деякі неймовірні історії», серіал також має таємниці, які є дуже «знайомими», назвавши його «японською версією Харді Бойз або Ненсі Дрю». У посібнику Manga: The Complete Guide Джейсон Томпсон описав сценарії таємниць як «винахідливі та заплутані, пропонуючи справжні головоломки», але розкритикував художнє оформлення як «прісне».